# Muzikoterapie
Muzikoterapie je součást léčebné pedagogiky. Metoda se používá jako terapeutický prostředek. Protože v ČR neexistuje léčebná pedagogika jako samostatný obor, je muzikoterapie definována s ohledem na vlastní metody, monografie, vědecké studie a vznik asociací jako samostatný a svébytný obor pod názvem umělecké terapie (společně s arteterapií, dramaterapií a tanečně - pohybovou terapií). Někde je ještě vnímána jen jako součást speciální pedagogiky a psychologie, resp. psychoterapie.

## Historie
Nejstarší zmínky o spojení hudby a medicíny pocházejí ze Starého zákona, kde je popisováno, jak David léčil hrou na harfu deprese krále Saula. Ve starých předoasijských kulturách, v Egyptě a v antickém Řecku byly nejen prakticky, ale i teoreticky propracované koncepce formování člověka pomocí hudby. To se týká např. dionýského kultu, nauky o ethosu v hudbě a Aristotelova učení o katarzi prostřednictvím umění. Nová koncepce muzikoterapie se objevila koncem 17. století. Pod názvem iatromusica vycházela z představy vibrací způsobovaných hudbou – ty z nemocného těla podle této teorie vypuzovaly jedovaté látky. Za nejpřínosnější se považoval rytmus, proto byly komponovány speciální léčebné skladby tanečního charakteru.
Koncem 19. století s nástupem exaktní medicíny byla muzikoterapie zavržena jako šarlatánství. Jen výjimečně se objevovaly dílčí studie, např. o vlivu hudby na krevní oběh a pod. Teprve kolem druhé světové války se v USA a ve Švédsku objevily propracovanější koncepce opřené o psychoanalýzu. V USA (Altshuler, Douglas, Benedict, Boenheim, Blanke, Masserman, Shatin, Sutermeister) to byla hlavně empirická klinická praxe (objevil se přímo pojem "hudební farmakologie") a muzikoterapie zde sloužila spíš jen jako pomocná metoda. Ve Švédsku Alexis Pontvik založil v roce 1942 muzikoterapeutický institut, vycházející z Jungova pojetí psychoanalýzy. Muzikoterapie je zde hlavní léčebnou metodou, neboť hudba může svými specifickými prostředky pronikat do hlubších vrstev osobnosti než mluvené slovo. Přes značné pokroky, kterými muzikoterapie prošla, lze tvrdit, že je stále v začátcích, neboť dosud významně nepřekročila hranici empirismu. Z nejnovějších výzkumů se dá zmínit podstatný podíl hudby na výsledcích holotropního dýchání (Stanislav Grof).

## Léčebné působení hudby
Hudba ovlivňuje vegetativní funkce - srdeční rytmus, krevní tlak, dýchání, svalový tonus, motoriku, termoregulaci a pod. Používá se ke zmírnění bolesti, úzkosti, strachu (např. při chirurgických nebo stomatologických zákrocích), u poinfarktových stavů, při léčbě dlouhotrvajících chorob (např. tuberkulózy).
V psychoterapii se hudba užívá k léčbě adaptability, komunikace, v souvislosti s neurózami a pod. Hudba je sama o sobě komunikací, proto umožňuje oslovení a porozumění i tam, kde jsou narušeny běžné mezilidské kontakty. Pomáhá jednak poslech hudby (tzv. receptivní muzikoterapie) a jednak aktivní provozování hudby - např. jako emoční ventil, jako prostředek restrukturace vztahu jedince a kolektivu a pod. Za důležité se také, v návaznosti na Junga, považuje napojení na základní zákonitosti fungování světa (Weltklang, archetypy…). Užívají se různé metody muzikoterapie - racionální, sugestivní, abreaktivní, tréninková, interpersonálně korektivní atd. Muzikoterapie může být individuální, skupinová nebo hromadná. Užívá se (např. u autistických dětí) tzv. akustická dieta - omezení zvukových podnětů na triangly či zvony. Reprodukovaná hudba s následnou reflexí se užívá při léčbě alkoholismu a toxikomanie. Aktivní muzikoterapie je účinná při rozvoji psychicky i somaticky zaostalých dětí. Významná je také léčba postavená na práci s vlastním hlasem, resp. zpěvem – hlasová terapie.

## Léčivá hudba
Hudba k terapii se většinou nevybírá podle estetických kritérií. Obvykle se neklade důraz na obsahovou stránku díla, ale na schopnost bezprostředně působit. Povzbuzuje se emocionálně laděný fantazijní výklad, výpověď o prožitku a pod. Proto se vybírají všeobecně přijatelné skladby klasicko-romantické produkce (Beethoven, Chopin, Čajkovskij), které vyvolávají intenzivní citové prožitky a reakce. Pontvikova švédská škola muzikoterapie zásadně preferuje bachovskou polyfonii. Často se užívají lidové písně a etnická hudba a pro některé účely se hodí dokonce agresivní rytmická hudba. Dosud však není popsáno terapeutické působení psychedelické rockové hudby a orchestrální a komorní témbrové hudby (Messiaen, Ligeti, Penderecki, Schnittke, Scelsi ad.).